# Банска-Штьявница
Ба́нска-Штья́вница (словац. Banská Štiavnica, нем. Schemnitz, венг. Selmecbánya) — город в центральной Словакии у подножья горного массива Штьявницке Врхи. Население — около 10 тыс. человек.

## История
Первая добыча полезных ископаемых началась на месте Бански-Штьявницы ещё в II веке до н. э., вероятно, кельтами. В 1156 году Банска-Штьявница упоминается как шахтёрский городок. В 1217 впервые упоминается добыча серебра в окрестностях города, в 1238 Банска-Штьявница получает городские права. В XIII веке сюда приходят немецкие колонисты из Тироля и Саксонии. 
В 1443 город уничтожило сильное землетрясение. В середине XV века возникают Старый и Новый Замок — укрепления против турецких набегов. В 1627 году впервые в мировой истории при добыче полезных ископаемых здесь были использованы взрывчатые вещества — порох. В 1735 в Банской-Штьявнице возникает первая на землях венгерской короны горная школа, а в 1763 высшее учебное заведение — горная академия. 
К 1782 году Банска-Штьявница была третьим по величине городом Венгерского королевства после Пожони и Дебрецена. 

## Население
| Год:                | 1994   | 2004    | 2014    | 2024    |
| ------------------- | ------ | ------- | ------- | ------- |
| Количество человек: | 10 582 | 10 814  | 10 191  | 9293    |
| Разница:            |        | +2,19 % | −5,76 % | −8,81 % |

## Достопримечательности
Современная Банска-Штьявница потеряла своё промышленное значение, но является популярным туристическим местом Словакии и с 1993 года входит в список Всемирного наследия ЮНЕСКО. Наиболее примечательные здания:
- Старый замок
- Новый Замок
- Каммерхоф
- Костёл св. Марии
- Костёл св. Екатерины
- Лютеранская кирха
- Замок Светы Антон

В доме, где жила Марина Гержова (Mária Geržová, урождённая Пишлова, Pischlová; 1820—1899), возлюбленная поэта Андрея Сладковича, посвятившего ей поэму в 1846 году, открыт литературный музей, а в галерее под домом — Банк Любви (Banka Lásky). В субботу 18 марта 2023 году в Банска-Штьявнице произошёл пожар, в котором пострадали семь исторических зданий: сгорели Банк Любви, музыкальная школа, пиццерия и культурный центр Е́леузина.

## Персоналии
- Мастер M. S. — венгерский или немецкий художник (активность между 1500 и 1510 годами).
- Магда (Магдалена) Вашариова.
- Ольга Грабарь — общественный деятель, мать русского художника Игоря Грабаря.
- Самуил Миковини (1700—1750) — математик, инженер, картограф, профессор.
- Паттантьюш-Абрахам, Геза (1885—1956) — венгерский учёный, инженер-машиностроитель. Педагог, профессор, доктор технических наук. Член-корреспондент Венгерской академии наук. Лауреат Государственной премии Венгрии им. Кошута.
- Хелл, Йозеф Карол (1713—1789) — горный инженер и изобретатель.
- Хмелко, Андрей (1908—1998) — словацкий писатель, драматург, режиссёр.